# Ozomatli
Ozomatli é uma banda norte-americana de Los Angeles, cuja sonoridade é uma mistura de rock, salsa, funk e ritmos latinos e mundiais.

## Integrantes

### Integrantes Atuais
- Wil-Dog Abers: baixo, marímbula, backing vocais
- Raúl 'El Bully' Pacheco: guitarra, tres, jarana, vocais
- Justin Porée: percussão, vocais de rap
- Asdru Sierra: trompete, vocal principal, piano
- Ulises Bella: saxofone, backing vocais, requinto jarocho, teclado, escaleta
- Jiro Yamaguchi: tabla, cajón, percussão e backing vocais
- Mario Calire - bateria

### Ex-integrantes
- Chali 2na: Vicais de rap no álbum auto-intitulado
- Chris Cano: Bateria (durante as frequentes ausências de Mario Calire em 2008)
- Cut Chemist: turntables em Ozomatli e como convidado em Embrace the Chaos
- William Marrufo: Bateria em Ozomatli
- Jose Espinoza: Saxofone alto em Ozomatli
- Kid.W.I.K.: Turntables no tour de 1998-2000
- Kanetic Source: Vocais de rap em "Embrace The Chaos" e no EP Coming Up
- Andy Mendoza: Bateria em Embrace the Chaos
- Rene 'DJ Spinobi' Dominguez: turntables em Embrace the Chaos(como convidado), "Coming Up", Street Signs, e Don't Mess with the Dragon
- M.C. Jabu Smith-Freeman: vocais de rap em Street Signs e Don't Mess with the Dragon
- Tre Hardson (The Pharcyde): vocais de rap, backing vocais no tour de 2007 e 2008
- Sheffer Bruton: Trombone em "Street Signs" e "Dont Mess with the Dragon"

## Discografia

### Álbuns
- Ozomatli (1998) Almo Sounds
- Embrace the Chaos (2001) Interscope
- Street Signs (2004) Concord Records, Real World Records
- Live at the Fillmore (2005) Concord Records (ao vivo)
- Don't Mess with the Dragon (2007) Concord Records

### EPs
- Ya Llego
- Coming Up EP (2003)